# Rhombencephalon

Deze schematische tekening laat de subdivisies zien van de hersenen van een embryo. Later zullen deze delen zich ontwikkelen tot volwassen structuren

Het rhombencephalon of de ruithersenen is de verzamelnaam voor de onderste twee hersengebieden: het metencephalon en het myelencephalon.
Het middelste hersengebied heet het mesencephalon en de bovenste twee hersengebieden worden samengevat onder de naam prosencephalon. De formatio reticularis bevindt zich voor een groot deel in het rhombencephalon. Enkele functies van het rhombencephalon zijn onder andere de regeling van slaap (in samenwerking met de nucleus suprachiasmaticus) en het reguleren van complexe spierbewegingen.